# Rhyssopteris
Rhyssopteris é um género botânico pertencente à família Malpighiaceae.
1. ↑  «Rhyssopteris — World Flora Online». www.worldfloraonline.org. Consultado em 19 de agosto de 2020